# Peace and Noise
Peace and Noise je studiové album americké rockové zpěvačky Patti Smith, vydané v roce 1997 u Arista Records.

## Seznam skladeb
1. "Waiting Underground" (Patti Smith, Oliver Ray) - 5:20
2. "Whirl Away" (Smith, Lenny Kaye, Ray) - 5:01
3. "1959" (Smith, Tony Shanahan) - 3:58
4. "Spell" (Allen Ginsberg, Ray) - 3:17
5. "Don't Say Nothing" (Smith, Jay Dee Daugherty) - 5:52
6. "Dead City" (Smith, Ray) - 4:15
7. "Blue Poles" (Smith, Ray) - 5:19
8. "Death Singing" (Smith) - 3:44
9. "Memento Mori" (Smith, Kaye, Ray, Daugherty, Shanahan) - 10:34
10. "Last Call" (Smith, Ray) - 5:09

## Sestava
- Patti Smith – zpěv, klarinet
- Lenny Kaye – kytara, pedal steel kytara
- Jay Dee Daugherty – bicí, varhany, harmonika
- Oliver Ray – kytara
- Tony Shanahan – baskytara, piáno